# 27257 Tang-Quan
27257 Tang-Quan è un asteroide della fascia principale. Scoperto nel 1999, presenta un'orbita caratterizzata da un semiasse maggiore pari a 2,2872640 UA e da un'eccentricità di 0,1294057, inclinata di 6,78532° rispetto all'eclittica.